# 沙氏無鬚魮
沙氏無鬚魮（学名：Puntius sachsii）為輻鰭魚綱鯉形目鯉科的其中一個種。

## 分布
本魚分布於新加坡的溪流。

## 特徵
本魚稍顯細長，尾柄較窄，兩側肥胖。魚體呈黃色，腹部銀白色。魚體上隨意分布著一些又短又黑的縱向條紋或小點，尤其是幼魚魚體上，條紋或小點隨年齡增加而消失。雌魚較雄魚豐腴。體長可達8公分。

## 生態
本魚棲息在淡水溪流中，性情溫和，喜群游，屬雜食性。

## 經濟利用
為觀賞性魚類。